# They Will Return
Albums de Kalmah
Swamplord
(2000) Swampsong
(2003)
They Will Return est le deuxième album du groupe de death metal mélodique finlandais Kalmah. Il est sorti le 2 février 2002. Il s'agit du premier album studio avec le bassiste Timo Lehtinen et le batteur Janne Kusmin.

## Développement
Après une tournée en Finlande à l'été 2001, Kalmah enregistre son deuxième album aux studios Tico Tico en novembre. Le groupe enregistre les départs de Pasi Hiltula et de Petri Sankala qui sont remplacés par le batteur Janne Kusmin et le bassiste Timo Lehtinen. Pour Antti Kokko, contrairement à l'album précédent, Swamplord, les claviers jouent un rôle plus importants et le son de la batterie est plus intense sur cet album.

## Liste des pistes
| They Will Return | They Will Return                       | They Will Return                           | They Will Return | They Will Return | They Will Return | They Will Return | They Will Return | They Will Return | They Will Return |
| No               | Titre                                  | Auteur                                     | Durée            |                  |                  |                  |                  |                  |                  |
| ---------------- | -------------------------------------- | ------------------------------------------ | ---------------- | ---------------- | ---------------- | ---------------- | ---------------- | ---------------- | ---------------- |
| 1.               | Hollow Heart                           | P. Kokko, A. Kokko                         | 4:44             |                  |                  |                  |                  |                  |                  |
| 2.               | Swamphell                              | P. Kokko, A. Kokko                         | 4:52             |                  |                  |                  |                  |                  |                  |
| 3.               | Principle Hero                         | P. Kokko, A. Kokko, Pasi Hiltula           | 4:24             |                  |                  |                  |                  |                  |                  |
| 4.               | Human Fates                            | P. Kokko, A. Kokko, Hiltula, Timo Lehtinen | 5:50             |                  |                  |                  |                  |                  |                  |
| 5.               | They Will Return                       | P. Kokko, A. Kokko                         | 3:53             |                  |                  |                  |                  |                  |                  |
| 6.               | Kill The Idealist                      | P. Kokko, A. Kokko, Hiltula                | 5:13             |                  |                  |                  |                  |                  |                  |
| 7.               | The Blind Leader                       | P. Kokko, A. Kokko                         | 4:05             |                  |                  |                  |                  |                  |                  |
| 8.               | My Nation                              | P. Kokko, A. Kokko, Hiltula                | 5:30             |                  |                  |                  |                  |                  |                  |
| 9.               | Skin O' My Teeth (reprise de Megadeth) | Dave Mustaine                              | 3:00             |                  |                  |                  |                  |                  |                  |
| 41:35            |                                        |                                            |                  |                  |                  |                  |                  |                  |                  |

## Musiciens
- Pekka Kokko : guitare électrique , guitare solo et chant
- Antti Kokko : guitare solo
- Timo Lehtinen : guitare basse
- Pasi Hiltula : claviers
- Janne Kusmin : batterie
- Mikko "Deep Throat" Talala (invité) : chœurs.